# Aljma
Aljma (ukrajinski i ruski: Аљма) je druga najdulja rijeka na Krimu, odmah nakon Salgira. Rijeka je duga 84 km, s površinom slijeva od 635 km². Ulijeva se u Crno more. Ušće Aljme se nalazi na pola puta između Jevpatorije i Sevastopolja. 

## Značenje imena
Ime rijeke dolazi od krimskotatarske riječi za jabuku Alma. Aljma je najvjerojatnije dobila ime po jabukama koje rastu uz dolinu rijeke.

## Povijest
Dana 20. rujna 1854., za vrijeme Krimskog rata vojske Britanskog, Francuskog i Osmanskog Carstva su se sukobile na rijeci s vojskom Ruskog Carstva.
Dana 24. ožujka 1894. francuski astronom Guillaume Bigourdan je otkrio asteroid 390 Aljma koji je nazvao po ovoj rijeci.

## Vanjske poveznice
- Alma River na portalu Internet Encyclopedia of Ukraine (engl.)